# Euryomyrtus maidenii
Euryomyrtus maidenii är en myrtenväxtart som först beskrevs av Alfred James Ewart och Jean White, och fick sitt nu gällande namn av Malcolm Eric Trudgen. Euryomyrtus maidenii ingår i släktet Euryomyrtus och familjen myrtenväxter. Inga underarter finns listade i Catalogue of Life.